# Krzysztof Beck
Krzysztof Juliusz Beck (Kolomyja, 12 aprile 1930 – Bydgoszcz, 3 luglio 1996) è stato un sollevatore polacco medagliato europeo, che ha gareggiato nella categoria dei pesi medi.

## Carriera
Dopo aver praticato l'atletica leggera come velocista e nel getto del peso, frequentò le scuole superiori e si arruolò nelle forze armate polacche. All'inizio degli anni '50 si dedicò al sollevamento pesi nella squadra del Legia Warszawa, allenato da Józef Styczynski. Fu per sei volte campione polacco nei pesi medi (1952-1957) e secondo classificato nel 1960. Nei campionati europei fu la prima medaglia polacca (bronzo a Monaco di Baviera nel 1955) bissando con l'argento agli europei di Helsinki nel 1956.
Partecipò a due edizioni dei Giochi olimpici: a Melbourne nel 1956, dove si classificò al sesto posto, e a Roma nel 1960, dove si piazzò quinto. Partecipò a tre edizioni dei campionati mondiali: a Vienna nel 1954, piazzandosi undicesimo (e sesto per i campionati europei); a Monaco di Baviera nel 1955, classificandosi quarto; e a Teheran nel 1957, piazzandosi quarto.
Dopo il ritiro dall'attività agonistica, fu un allenatore di grande successo, dapprima nel Legia Warszawa e poi nello Zawisza Bydgoszcz, allenando molti sollevatori polacchi e portandoli ai vertici mondiali. Dal 2000 si tiene un torneo memorial a suo nome.